# Sachsenwald

Situación del Sachsenwald en el Landkreis de Lauenburgo.

El Sachsenwald ("Bosque de Sajonia" o "sajón") es un bosque cerca de Hamburgo, Alemania. Es un área no incorporada en el amt Hohe Elbgeest. Deriva su nombre, que es "Bosque sajón", de encontrarse en el antiguo ducado de Sajonia-Lauenburgo, anteriormente llamado también Baja Sajonia, ahora cubierto mayormente por el distrito del Ducado de Lauenburgo (Herzogtum Lauenburg). El Sachsenwald tiene una superficie de 68 km². Fue entregado a Otto von Bismarck en 1871 por sus logros para Alemania. 

## Galería

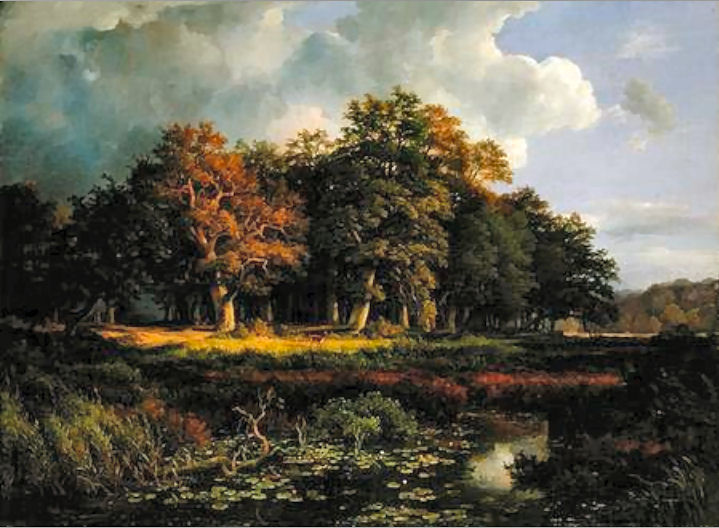
El Sachsenwald en el siglo XIX, pintura de Adolph Friedrich Vollmer (1852)
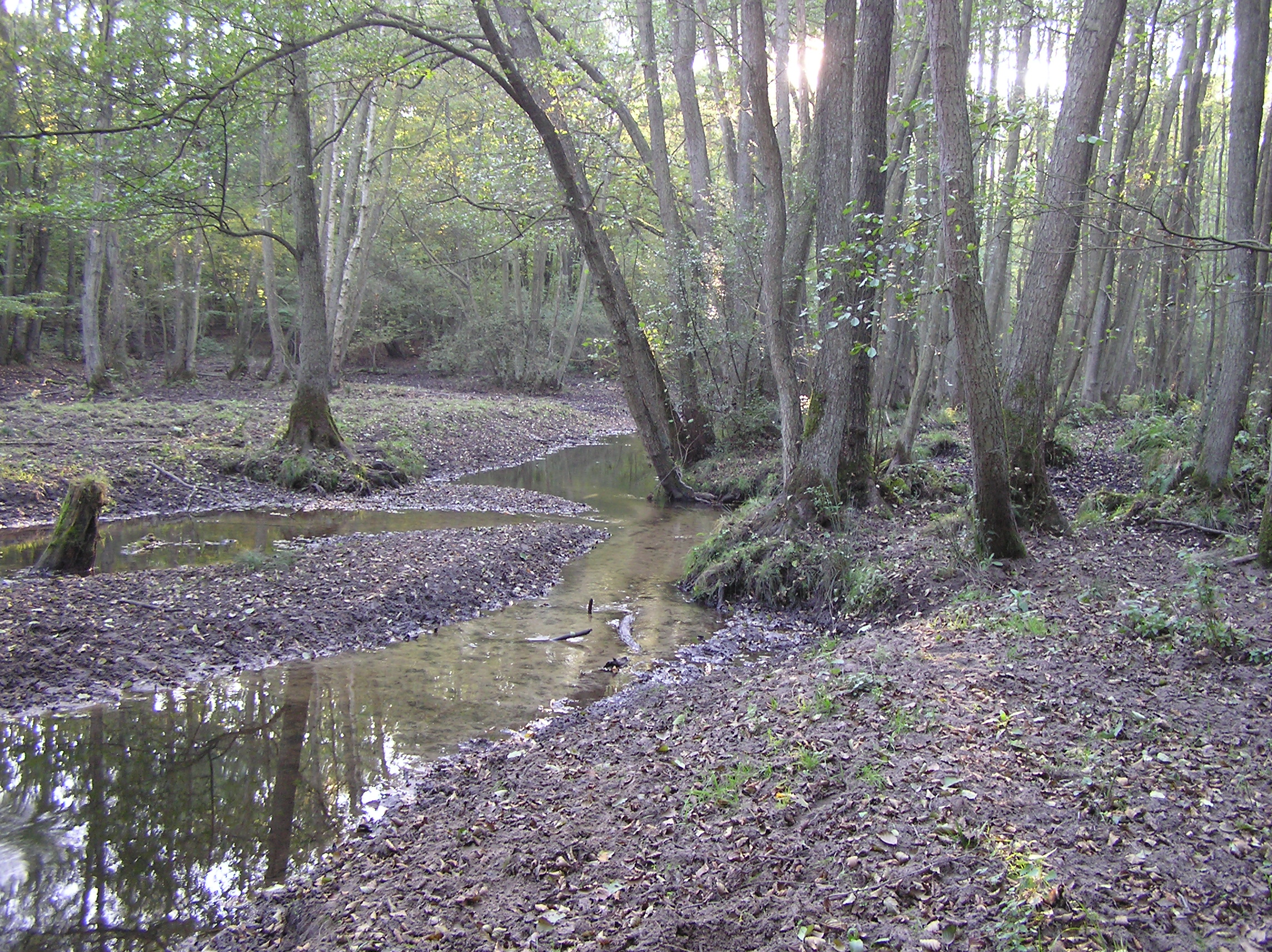
El Schwarze Au
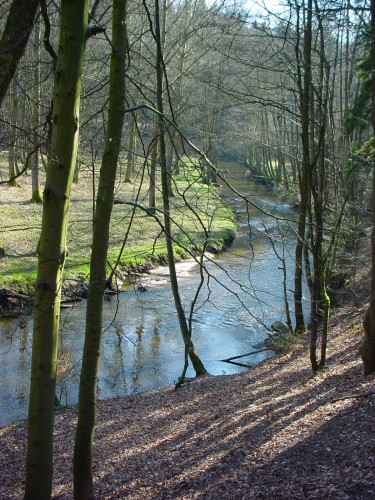
El Bille, que forma el límite norte del Sachsenwald, cerca de Witzhave

- Datos: Q510383
- Multimedia: Sachsenwald / Q510383